# Dicladiella trichophora
Dicladiella trichophora là một loài Rêu trong họ Meteoriaceae. Loài này được (Mont.) Redf. & B.C. Tan mô tả khoa học đầu tiên năm 1995.